# آدم هيوز (شاعر)
آدم هيوز (بالإنجليزية: Adam Hughes)‏ هو شاعر أمريكي، ولد في 2 أغسطس 1982 في لانكستر في الولايات المتحدة.